# Victoire de Calvatone

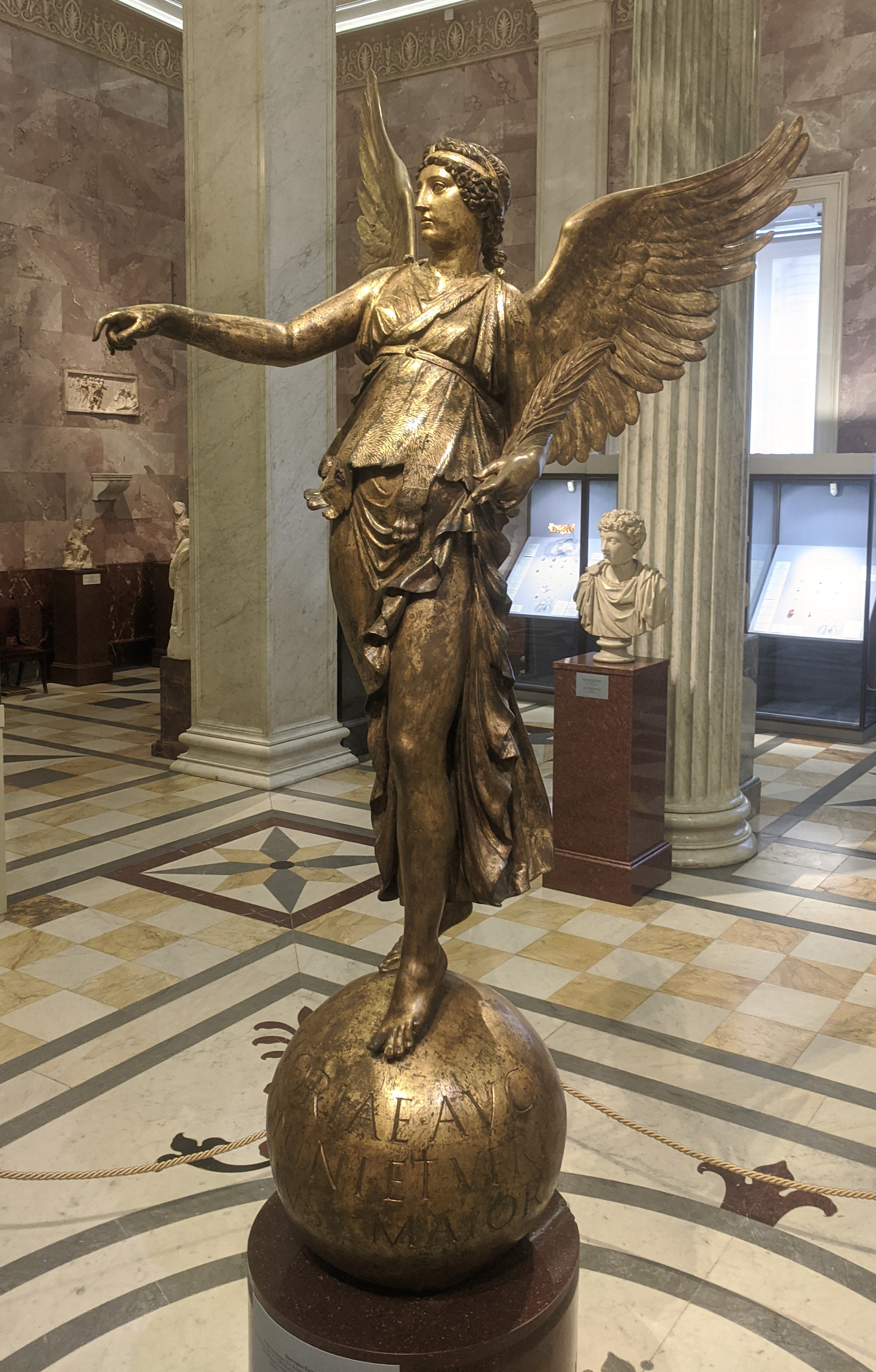
La Victoire de Calvatone.

La Victoire de Calvatone est le nom donné à une Statue en bronze doré réalisée sous l'Empire romain. Elle fait partie de la collection des Antiquités de Berlin, mais est désormais conservée au Musée de l'Ermitage de Saint-Pétersbourg.

## Description

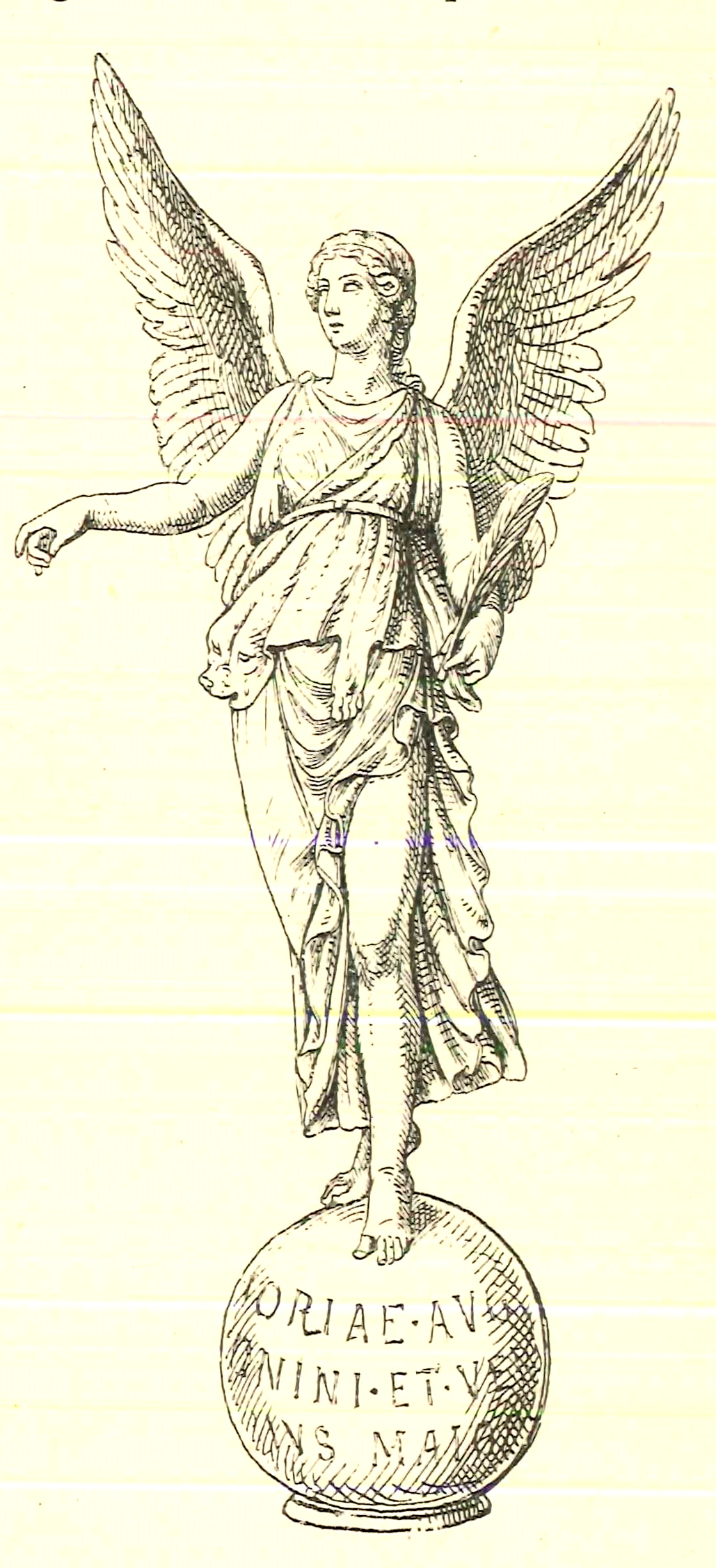
Dessin de la Victoire de Calvatone.

C'est une statue en bronze de 1,70 m de haut représentant une figure féminine élancée. Selon l'interprétation traditionnelle, elle représente la déesse romaine ailée de la Victoire, debout sur un globe et dans un mouvement dansant, à la manière des Ménades hellénistiques. Elle porte un chiton et a des jambes relativement longues, dont la gauche est placée en avant et dépasse des vêtements. Une peau de panthère est nouée sur l'épaule gauche et fixée à hauteur de hanche avec une sangle. Le bras droit est tendu vers l'avant - on ne sait pas si elle tenait à l'origine une couronne dans sa main - tandis que le gauche tient une branche de palmier. La tête de la statue, en revanche, s'inspire de modèles de l'époque classique (Ve siècle av. J.-C.) et regarde légèrement vers la droite. Les cheveux sont maintenus par un bandage enroulé autour de la tête et attaché sur le front.
Le globe porte l'inscription « Victoriae Aug(ustorum) / Antonini et Veri / M(arcus) Satrius Maior » (traduction avec ajouts entre parenthèses : « La victoire [Victoria] des empereurs (Marc Aurèle) Antonin et (Lucius Aurelius ) Verus, (don de) Marcus Satrius Maior »). Selon l'inscription, l'œuvre a été créée sous le règne conjoint des empereurs Marc Aurèle et Lucius Verus, c'est-à-dire entre 161 et 169. Elle symbolise la victoire et la prétention au pouvoir des deux dirigeants et fait probablement référence à la guerre parthe réussie de Lucius Verus, qui a duré de 161 à 166. Cela pourrait également être indiqué par le fait que Victoria n'est pas représentée sous sa forme typique, mais à la manière des ménades, c'est-à-dire des compagnes de Dionysos. Après avoir terminé la campagne, Lucius Verus fut célébré sous le nom de νέος Διόνυσος (« Nouveau Dionysos »), une allusion à la campagne mythique du dieu en Orient. La représentation de la peau de panthère sur le personnage est aussi probablement une référence symbolique à l'Orient.
Le réexamen de l’œuvre d’art de 2016 à 2019 a conduit à une interprétation différente. Il a été constaté que les ailes complétées de manière moderne n'étaient probablement pas présentes sur l'original. Ainsi, il a été suggéré que la statue devrait être interprétée comme une représentation de la déesse chasseresse Diane plutôt que Victoria, sur les statues de laquelle on trouve plus couramment des peaux de panthère.

## Histoire

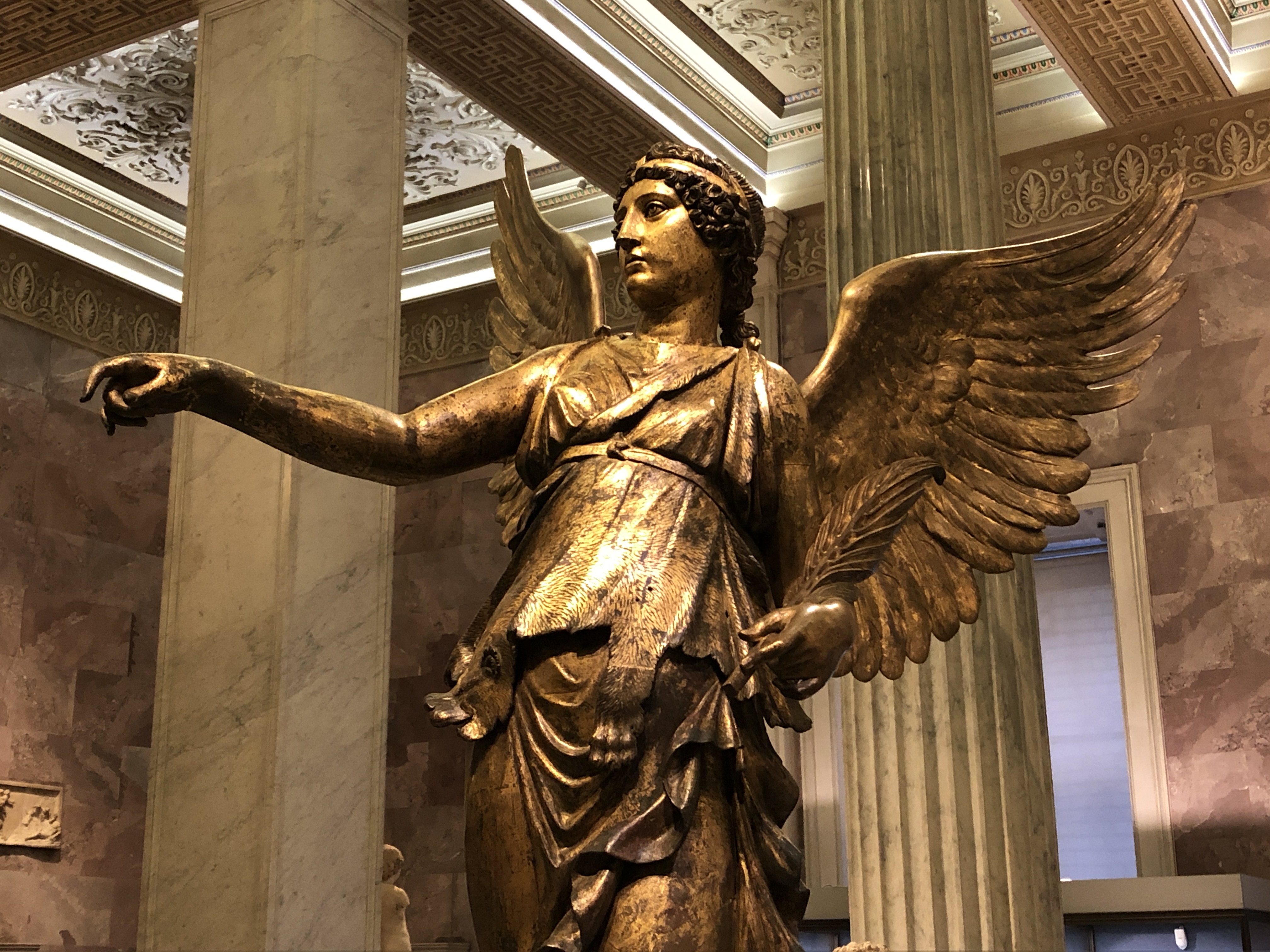
Détail de la Victoria de Calvatone.

En 1836, la statue fut découverte en quatre morceaux près de Calvatone, près de Crémone, en Italie. Des ouvriers agricoles ont découvert la tête alors qu'ils travaillaient sur la propriété de Luigi Alovisi. Alovisi les a encouragés à rechercher d'autres pièces et ensuite, le corps, le globe et le bras droit ont été découverts. Les morceaux cassés rassemblés ont permis une reconstition partielle ; les parties perdues restantes ont ensuite été complétées par des restaurateurs allemands. Ces ajouts modernes sont détaillés : le bras gauche depuis l'épaule incluant la branche de palmier, la jambe gauche, le bout du nez, une partie de la joue gauche, un des touffes de cheveux, des ailes et des nœuds du vêtement sur les épaules. La queue de la fourrure de la panthère s'est cassée. La dorure était encore en bon état lorsqu'elle a été trouvée et a également été ajoutée aux zones qui ont été complétées par la suite.
Gustav Friedrich Waagen, alors directeur de la Galerie de peintures de Berlin, acquit la Victoire de Calvatone en décembre 1841 pour 12 000 lires autrichiennes pour le Musée royal de Berlin, où elle fut exposée jusqu'à la fermeture du musée en raison de la guerre en 1939. Durant cette période, diverses copies furent réalisées et acheminées, entre autres, à Berlin, Rome, Crémone et Moscou. Après 1941, pour le protéger des raids aériens, l'original fut déplacé avec le reste dans les coffres de la Nouvelle Monnaie du Reich et y fut stocké. La Victoire de Calvatone était considérée comme disparue depuis la fin de la Seconde Guerre mondiale. Cependant, comme cela est apparu plus tard, en 1946, un expert russe en art ancien l'a spécifiquement sélectionnée pour l'emmener en Russie. Une fois sur place, elle fut attribuée par erreur au Département de sculpture française du XVIIe siècle, et stockée dans un dépôt spécial à l'Ermitage. Dans le cadre des recherches historiques du musée et des analyses de conservation réalisées par des spécialistes russes, l'oeuvre a été identifiée et correctement attribuée. En 2016, des scientifiques russes ont publié qu’il s’agissait de biens culturels provenant des musées berlinois qui avaient été « déplacés à cause de la guerre ». Le président de la Fondation du patrimoine culturel prussien, Hermann Parzinger, et le directeur général de l'Ermitage, Mikhaïl Piotrovski, ont alors convenu de traiter ensemble scientifiquement la sculpture et de la restaurer compte tenu de son mauvais état. Une fois la restauration terminée, l'œuvre a été à nouveau présentée au public dans le cadre de l'exposition spéciale « La Victoire de Calvatone : le destin d'un chef-d'œuvre » à l'Ermitage du 7 décembre 2019 au 8 mars 2020.

## Sources
- (de) Cet article est partiellement ou en totalité issu de l’article de Wikipédia en allemand intitulé « Victoria von Calvatone » (voir la liste des auteurs).